# Caours
Caours és un municipi francès situat al departament del Somme i a la regió dels Alts de França. L'any 2007 tenia 598 habitants.

## Demografia

### Població
El 2007 la població de fet de Caours era de 598 persones. Hi havia 240 famílies de les quals 40 eren unipersonals (16 homes vivint sols i 24 dones vivint soles), 100 parelles sense fills, 88 parelles amb fills i 12 famílies monoparentals amb fills.
La població ha evolucionat segons el següent gràfic:
Habitants censats

### Habitatges
El 2007 hi havia 249 habitatges, 237 eren l'habitatge principal de la família, 6 eren segones residències i 6 estaven desocupats. 237 eren cases i 12 eren apartaments. Dels 237 habitatges principals, 207 estaven ocupats pels seus propietaris, 28 estaven llogats i ocupats pels llogaters i 2 estaven cedits a títol gratuït; 3 tenien una cambra, 19 en tenien tres, 63 en tenien quatre i 152 en tenien cinc o més. 202 habitatges disposaven pel capbaix d'una plaça de pàrquing. A 95 habitatges hi havia un automòbil i a 131 n'hi havia dos o més.

### Piràmide de població
La piràmide de població per edats i sexe el 2009 era:
| Homes | Edats   | Dones |
| ----- | ------- | ----- |
| 0     | 95 o +  | 0     |
| 0     | 90 a 94 | 4     |
| 0     | 85 a 89 | 0     |
| 0     | 80 a 84 | 0     |
| 12    | 75 a 79 | 16    |
| 12    | 70 a 74 | 0     |
| 4     | 65 a 69 | 12    |
| 28    | 60 a 64 | 28    |
| 16    | 55 a 59 | 4     |
| 28    | 50 a 54 | 28    |
| 28    | 45 a 49 | 28    |
| 32    | 40 a 44 | 32    |
| 4     | 35 a 39 | 16    |
| 36    | 30 a 34 | 28    |
| 12    | 25 a 29 | 24    |
| 28    | 20 a 24 | 4     |
| 24    | 15 a 19 | 8     |
| 20    | 10 a 14 | 4     |
| 16    | 5 a 9   | 12    |
| 16    | 0 a 4   | 28    |

## Economia
El 2007 la població en edat de treballar era de 397 persones, 302 eren actives i 95 eren inactives. De les 302 persones actives 276 estaven ocupades (142 homes i 134 dones) i 26 estaven aturades (14 homes i 12 dones). De les 95 persones inactives 45 estaven jubilades, 24 estaven estudiant i 26 estaven classificades com a «altres inactius».

### Ingressos
El 2009 a Caours hi havia 247 unitats fiscals que integraven 620,5 persones, la mediana anual d'ingressos fiscals per persona era de 21.115 €.

### Activitats econòmiques
Dels 11 establiments que hi havia el 2007, 2 eren d'empreses alimentàries, 1 d'una empresa de construcció, 2 d'empreses d'hostatgeria i restauració, 2 d'empreses immobiliàries, 2 d'empreses de serveis, 1 d'una entitat de l'administració pública i 1 d'una empresa classificada com a «altres activitats de serveis».
Dels 2 establiments de servei als particulars que hi havia el 2009, 1 era una fusteria i 1 restaurant.
L'únic establiment comercial que hi havia el 2009 era una fleca.
L'any 2000 a Caours hi havia 5 explotacions agrícoles.

## Equipaments sanitaris i escolars
El 2009 hi havia una escola elemental integrada dins d'un grup escolar amb les comunes properes formant una escola dispersa.

## Poblacions més properes
El següent diagrama mostra les poblacions més properes.